# Giulio Sacroviro
Giulio Sacroviro (latino: Iulius Sacrovir; ... – 21) è stato un principe gallo, capo della tribù degli Edui.

## Biografia
La sua famiglia ebbe in circostanze non chiare la cittadinanza romana, con il treviro Giulio Floro si distinse nella rivolta del 21 d.C. in Gallia della quale fu al comando.
Riuscì ad occupare  Augustodunum , ma venne sconfitto in battaglia da Gaio Silio e per il disonore decise di uccidersi.